# 2002年パンパシフィック水泳選手権
2002年パンパシフィック水泳選手権（2002ねんぱんぱしふぃっくすいえいせんしゅけん）は、2002年8月24日から8月29日まで神奈川県横浜市都筑区の横浜国際プールで開催された第9回パンパシフィック水泳選手権である。

## 概説
国際水泳連盟（Fina）が世界選手権の開催年次を西暦の奇数年に固定したあおりを受け、この回から夏季オリンピック開催年の中間年開催に改められた。その最初の大会であった。
また開催地パターンについても従前の慣例を踏まえつつ、大会発起4か国持ち回りに変更された。このため日本で次に開催されたのは、16年後の2018年であった。

## 参加国
| - オーストラリア - ブラジル - カナダ - 中国 | - 香港 - インドネシア - 日本 - ニュージーランド | - ペルー - プエルトリコ - シンガポール - アメリカ合衆国 |

## 競技結果

### 男子
| 種目           | 金                                                                                             | 金                | 銀                                                                                             | 銀         | 銅                                                                                 | 銅         |
| -------------- | ---------------------------------------------------------------------------------------------- | ----------------- | ---------------------------------------------------------------------------------------------- | ---------- | ---------------------------------------------------------------------------------- | ---------- |
| 自由形         |                                                                                                |                   |                                                                                                |            |                                                                                    |            |
| 50m            | ジェイソン・レザク アメリカ合衆国                                                              | 22秒22            | アンソニー・アービン アメリカ合衆国                                                            | 22秒28     | ブレット・ホーク オーストラリア                                                    | 22秒40     |
| 100m           | イアン・ソープ オーストラリア                                                                  | 48秒86            | アシュリー・ケラス オーストラリア                                                              | 49秒26     | ネイト・デューシング アメリカ合衆国                                                | 49秒47     |
| 200m           | イアン・ソープ オーストラリア                                                                  | 1分44秒75 大会新  | グラント・ハケット オーストラリア                                                              | 1分45秒84  | ネイト・デューシング アメリカ合衆国                                                | 1分48秒11  |
| 400m           | イアン・ソープ オーストラリア                                                                  | 3分45秒28         | グラント・ハケット オーストラリア                                                              | 3分45秒99  | クリート・ケラー アメリカ合衆国                                                    | 3分48秒40  |
| 800m           | グラント・ハケット オーストラリア                                                              | 7分44秒78 大会新  | ラーセン・ジェンセン アメリカ合衆国                                                            | 7分52秒05  | クリス・トンプソン アメリカ合衆国                                                  | 7分56秒69  |
| 1500m          | グラント・ハケット オーストラリア                                                              | 14分41秒95 大会新 | エリク・ベント アメリカ合衆国                                                                  | 15分02秒24 | ラーセン・ジェンセン アメリカ合衆国                                                | 15分05秒17 |
| 背泳ぎ         |                                                                                                |                   |                                                                                                |            |                                                                                    |            |
| 100m           | アーロン・ピアソル アメリカ合衆国                                                              | 54秒22            | ランドル・バル アメリカ合衆国                                                                  | 54秒45     | 森田智己 日本                                                                      | 55秒29     |
| 200m           | アーロン・ピアソル アメリカ合衆国                                                              | 1分56秒88         | マット・ウェルス オーストラリア                                                                | 1分57秒69  | キース・ビーバーズ カナダ                                                          | 1分59秒35  |
| 平泳ぎ         |                                                                                                |                   |                                                                                                |            |                                                                                    |            |
| 100m           | 北島康介 日本                                                                                  | 1分00秒36         | ブレンダン・ハンセン アメリカ合衆国                                                            | 1分00秒84  | ジム・パイパー オーストラリア                                                      | 1分01秒68  |
| 200m           | ブレンダン・ハンセン アメリカ合衆国                                                            | 2分11秒80         | ジム・パイパー オーストラリア                                                                  | 2分12秒53  | 木村大輔 日本                                                                      | 2分12秒71  |
| バタフライ     |                                                                                                |                   |                                                                                                |            |                                                                                    |            |
| 100m           | イアン・クロッカー アメリカ合衆国                                                              | 52秒45            | ジェフ・ヒューギル オーストラリア                                                              | 52秒48     | マイク・ミンテンコ カナダ                                                          | 52秒69     |
| 200m           | トム・マルチョー アメリカ合衆国                                                                | 1分55秒21 大会新  | マイケル・フェルプス アメリカ合衆国                                                            | 1分55秒41  | 山本貴司 日本                                                                      | 1分55秒57  |
| 個人メドレー   |                                                                                                |                   |                                                                                                |            |                                                                                    |            |
| 200m           | マイケル・フェルプス アメリカ合衆国                                                            | 1分59秒70 大会新  | 森隆弘 日本                                                                                    | 2分00秒61  | トム・ウィルケンズ アメリカ合衆国                                                  | 2分01秒17  |
| 400m           | マイケル・フェルプス アメリカ合衆国                                                            | 4分12秒48 大会新  | エリク・ベント アメリカ合衆国                                                                  | 4分13秒15  | 森隆弘 日本                                                                        | 4分15秒35  |
| フリーリレー   |                                                                                                |                   |                                                                                                |            |                                                                                    |            |
| 4×100m         | アシュリー・ケラス テッド・ピアソン グラント・ハケット イアン・ソープ オーストラリア           | 3分15秒15         | アンソニー・アービン スコット・タッカー ネイト・デューシング ジェイソン・レザク アメリカ合衆国 | 3分15秒41  | ヤニック・ラッピーン マイク・ミンテンコ リック・セイ ブレント・ハイデン カナダ     | 3分17秒69  |
| 4×200m         | グラント・ハケット クレイグ・スティーブンス ジェイソン・クラム イアン・ソープ オーストラリア   | 7分09秒00         | ネイト・デューシング クリート・ケラー マイケル・フェルプス チャド・カーヴィン アメリカ合衆国   | 7分11秒81  | リック・セイ マイク・ミンテンコ マーク・ジョンストン ブライアン・ジョンズ カナダ   | 7分17秒30  |
| メドレーリレー |                                                                                                |                   |                                                                                                |            |                                                                                    |            |
| 4×100m         | アーロン・ピアソル ブレンダン・ハンセン マイケル・フェルプス ジェイソン・レザク アメリカ合衆国 | 3分33秒43 世界新  | マット・ウェルス ジム・パイパー ジェフ・ヒューギル イアン・ソープ オーストラリア               | 3分34秒84  | ライリー・ジェーンズ マイク・ブラウン マイク・ミンテンコ ブレント・ハイデン カナダ | 3分38秒17  |

### 女子
| 種目           | 金                                                                                         | 金               | 銀                                                                                             | 銀         | 銅                                                                             | 銅         |
| -------------- | ------------------------------------------------------------------------------------------ | ---------------- | ---------------------------------------------------------------------------------------------- | ---------- | ------------------------------------------------------------------------------ | ---------- |
| 自由形         |                                                                                            |                  |                                                                                                |            |                                                                                |            |
| 50m            | ジェニー・トンプソン アメリカ合衆国                                                        | 25秒13           | ジョディ・ヘンリー オーストラリア                                                              | 25秒32     | タミー・ストーン アメリカ合衆国                                                | 25秒42     |
| 100m           | ナタリー・コーグリン アメリカ合衆国                                                        | 53秒99           | ジョディ・ヘンリー オーストラリア                                                              | 54秒55     | ジェニー・トンプソン アメリカ合衆国                                            | 54秒75     |
| 200m           | リンゼイ・ベンコ アメリカ合衆国                                                            | 1分58秒74        | エルカ・グレアム オーストラリア                                                                | 1分59秒72  | ジャーン・ルーニー オーストラリア                                              | 1分59秒82  |
| 400m           | ダイアナ・ムンツ アメリカ合衆国                                                            | 4分09秒50        | リンゼイ・ベンコ アメリカ合衆国                                                                | 4分10秒28  | 山田沙知子 日本                                                                | 4分10秒79  |
| 800m           | ダイアナ・ムンツ アメリカ合衆国                                                            | 8分30秒45        | 山田沙知子 日本                                                                                | 8分31秒89  | ヘイリー・ピアソル アメリカ合衆国                                              | 8分32秒27  |
| 1500m          | ダイアナ・ムンツ アメリカ合衆国                                                            | 16分07秒86       | 山田沙知子 日本                                                                                | 16分16秒28 | モーガン・ヘントゼン アメリカ合衆国                                            | 16分29秒25 |
| 背泳ぎ         |                                                                                            |                  |                                                                                                |            |                                                                                |            |
| 100m           | ナタリー・コーグリン アメリカ合衆国                                                        | 59秒72 大会新    | ダイアナ・カルブ オーストラリア                                                                | 1分01秒49  | ヘイリー・コープ アメリカ合衆国                                                | 1分01秒74  |
| 200m           | マーガレット・ホールザー アメリカ合衆国                                                    | 2分11秒00        | 寺川綾 日本                                                                                    | 2分12秒28  | ジェニファー・フィラテシ カナダ                                                | 2分12秒71  |
| 平泳ぎ         |                                                                                            |                  |                                                                                                |            |                                                                                |            |
| 100m           | アマンダ・ビアード アメリカ合衆国                                                          | 1分08秒22        | タラ・カーク アメリカ合衆国                                                                    | 1分08秒66  | 羅雪娟 中国                                                                    | 1分08秒70  |
| 200m           | アマンダ・ビアード アメリカ合衆国                                                          | 2分26秒31        | リーゼル・ジョーンズ オーストラリア                                                            | 2分26秒42  | クリスティ・コワル アメリカ合衆国                                              | 2分27秒59  |
| バタフライ     |                                                                                            |                  |                                                                                                |            |                                                                                |            |
| 100m           | ナタリー・コーグリン アメリカ合衆国                                                        | 57秒88 大会新    | ペトリア・トーマス オーストラリア                                                              | 58秒11     | ジェニー・トンプソン アメリカ合衆国                                            | 58秒64     |
| 200m           | ペトリア・トーマス オーストラリア                                                          | 2分08秒31        | メリー・デシェンツァ アメリカ合衆国                                                            | 2分09秒56  | エミリー・メイソン アメリカ合衆国                                              | 2分10秒59  |
| 個人メドレー   |                                                                                            |                  |                                                                                                |            |                                                                                |            |
| 200m           | 萩原智子 日本                                                                              | 2分13秒42        | ガブリエル・ローズ アメリカ合衆国                                                              | 2分13秒93  | マギー・ボウエン アメリカ合衆国                                                | 2分14秒28  |
| 400m           | ジェニファー・ライリー オーストラリア                                                      | 4分40秒84        | マギー・ボウエン アメリカ合衆国                                                                | 4分44秒39  | 藤野舞子 日本                                                                  | 4分45秒79  |
| フリーリレー   |                                                                                            |                  |                                                                                                |            |                                                                                |            |
| 4x100m         | ジョディ・ヘンリー アリス・ミルズ ペトリア・トーマス サラ・ライアン オーストラリア         | 3分39秒78 大会新 | リンゼイ・ベンコ ナタリー・コーグリン リアノン・ジェフリー ジェニー・トンプソン アメリカ合衆国 | 3分40秒23  | 萩原智子 永井奉子 浦部紀衣 三田真希 日本                                       | 3分42秒23  |
| 4x200m         | ナタリー・コーグリン エリザベス・ヒル ダイアナ・ムンツ リンゼイ・ベンコ アメリカ合衆国     | 7分56秒96 大会新 | ペトリア・トーマス エルカ・グレアム ジャーン・ルーニー アリス・ミルズ オーストラリア           | 7分59秒25  | 永井奉子 山田沙知子 浦部紀衣 三田真希 日本                                     | 8分04秒01  |
| メドレーリレー |                                                                                            |                  |                                                                                                |            |                                                                                |            |
| 4x100m         | ダイアナ・カルブ リーゼル・ジョーンズ ペトリア・トーマス ジョディ・ヘンリー オーストラリア | 4分00秒50 大会新 | ナタリー・コーグリン アマンダ・ビアード ジェニー・トンプソン リンゼイ・ベンコ アメリカ合衆国   | 4分01秒15  | エリン・ガメル リアノン・ライアー ジェニファー・バトン ローラ・ニコルス カナダ | 4分05秒69  |

## 国別メダル受賞数
| 順   | 国・地域       | 金 | 銀 | 銅 | 計  |
| ---- | -------------- | -- | -- | -- | --- |
| 1    | アメリカ合衆国 | 21 | 16 | 15 | 52  |
| 2    | オーストラリア | 11 | 14 | 3  | 28  |
| 3    | 日本           | 2  | 4  | 8  | 14  |
| 4    | カナダ         | 0  | 0  | 7  | 7   |
| 5    | 中国           | 0  | 0  | 1  | 1   |
| 合計 | 合計           | 34 | 34 | 34 | 102 |